# Thị Cầu
Thị Cầu là một phường thuộc thành phố Bắc Ninh, tỉnh Bắc Ninh, Việt Nam.
Phường Thị Cầu có diện tích 1,74 km², dân số năm 1999 là 11.292 người, mật độ dân số đạt 6.490 người/km².